# Мединская сура
Мединские суры Корана — это те поздние суры, которые, согласно исламской традиции, были ниспосланы пророку в Медине, после хиджры Мухаммеда из Мекки. Эти суры появились, когда мусульмане были в большем количестве, чем тогда, когда они были угнетённым меньшинством, как в Мекке.
Расположены они, в основном, в начале Корана, и, по сравнению с мекканскими сурами, обычно содержат больше аятов, которые, к тому же, имеют бо́льшую длину. В соответствии с новым положением мусульман, эти суры чаще имеют дело с подробностями законодательства и каждая сура, которая занимается вопросами ведения войны, является мединской, начиная с суры Аль-Бакара. Суры, ниспосланные в Медине в более поздний период в карьере пророка, озабочены, по большей части, социальным законодательством, а также политическими и моральными принципами, образующими и упорядочивающими социум. Всего в Коране насчитывается 28 мединских сур.
Деление сур на мекканские и мединские является, прежде всего, следствием стилистических и тематических соображений. Классификация сур по этим периодам основана на таких факторах, как длина стиха и наличие или отсутствие некоторых ключевых понятий или слов (например, ар-Рахман как имя Аллаха).

## Хронологический порядок мединских сур
2, 8, 3, 33, 60, 4, 99, 57, 47, 13, 55, 76, 65, 98, 59, 24, 22, 63, 58, 49, 66, 64, 61, 62, 48, 5, 9, 110.